# Amorphophallus xiei
Amorphophallus xiei là một loài thực vật có hoa trong họ Ráy (Araceae). Loài này được H.Li & Z.L.Dao mô tả khoa học đầu tiên năm 2006.